# Inbeddingstelling van Whitney
In de differentiaaltopologie, een deelgebied van de wiskunde, bestaan er twee inbeddingstellingen van Whitney
- De sterke inbeddingstelling van Whitney stelt dat elke gladde {\displaystyle m}-dimensionale variëteit (die ook de hausdorff-eigenschap heeft en tweedst-aftelbaar moet zijn) glad kan worden ingebed in de euclidische {\displaystyle 2m}-ruimte, als geldt dat {\displaystyle m>0}. Dit is de beste lineaire begrenzing op de kleinst-dimensionale euclidische ruimte, waarin alle {\displaystyle m}-dimensionale variëteiten zijn ingebed, aangezien de reële projectieve ruimten van dimensie {\displaystyle m} niet in de euclidische ({\displaystyle 2m-1})-ruimte kan worden ingebed als {\displaystyle m} een macht van twee is (zoals gezien kan worden aan de hand van het karakteristieke klasseargument, ook te danken aan Hassler Whitney).

- De zwakke inbeddingstelling van Whitney stelt dat elke continue functie van een {\displaystyle n}-dimensionale variëteit op een {\displaystyle m}-dimensionale variëteit kan worden benaderd door een gladde inbedding als ten minste {\displaystyle m>2n} geldt. Whitney bewees op gelijkaardige wijze dat een dergelijke afbeelding kan worden benaderd door een indompeling als ten minste {\displaystyle m>2n-1} geldt. Dit laatste resultaat wordt ook wel de zwakke indompelingstelling van Whitney genoemd.

## Geschiedenis
Ter gelegenheid van het bewijs door Hassler Whitney van de inbeddingstelling voor gladde variëteiten werd (redelijk verrassend) gezegd dat dit bewijs de eerste volledige uiteenzetting van het variëteitconcept is geweest; precies omdat dit bewijs de verschillende concepten van variëteiten die op dat moment opgeld deden bij elkaar bracht en verenigde: er bestond niet langer verwarring over of intrinsiek via kaarten gedefinieerde abstracte variëteiten, meer of minder algemeen waren als variëteiten, die extrinsiek gedefinieerd waren als deelvariëteiten van de Euclidische ruimte. zie de geschiedenis van variëteiten voor de juiste context.